# Corps de logis
Corps de logis (fransk, fra latin corpus ’krop’) er hovedbygningen, den væsentligste beboelsesbygning, på en større gård, herregård eller gods. I større slots- eller herregårdsanlæg indgår corps de logis i en cour d'honneur (fransk, 'æresgård') med domistik- og økonomibygninger, stalde mm.
| Arkitektur | Spire Denne arkitekturartikel er en spire som bør udbygges. Du er velkommen til at hjælpe Wikipedia ved at udvide den. |